# 海上配備Xバンドレーダー

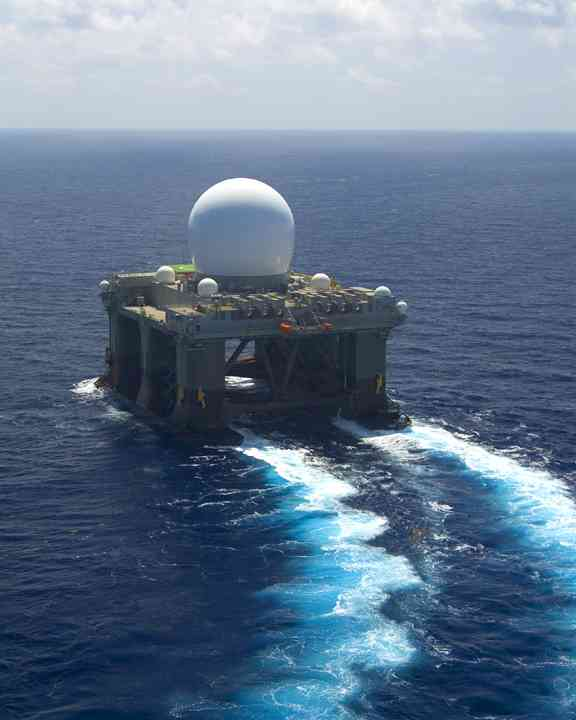
海上配備Xバンドレーダー

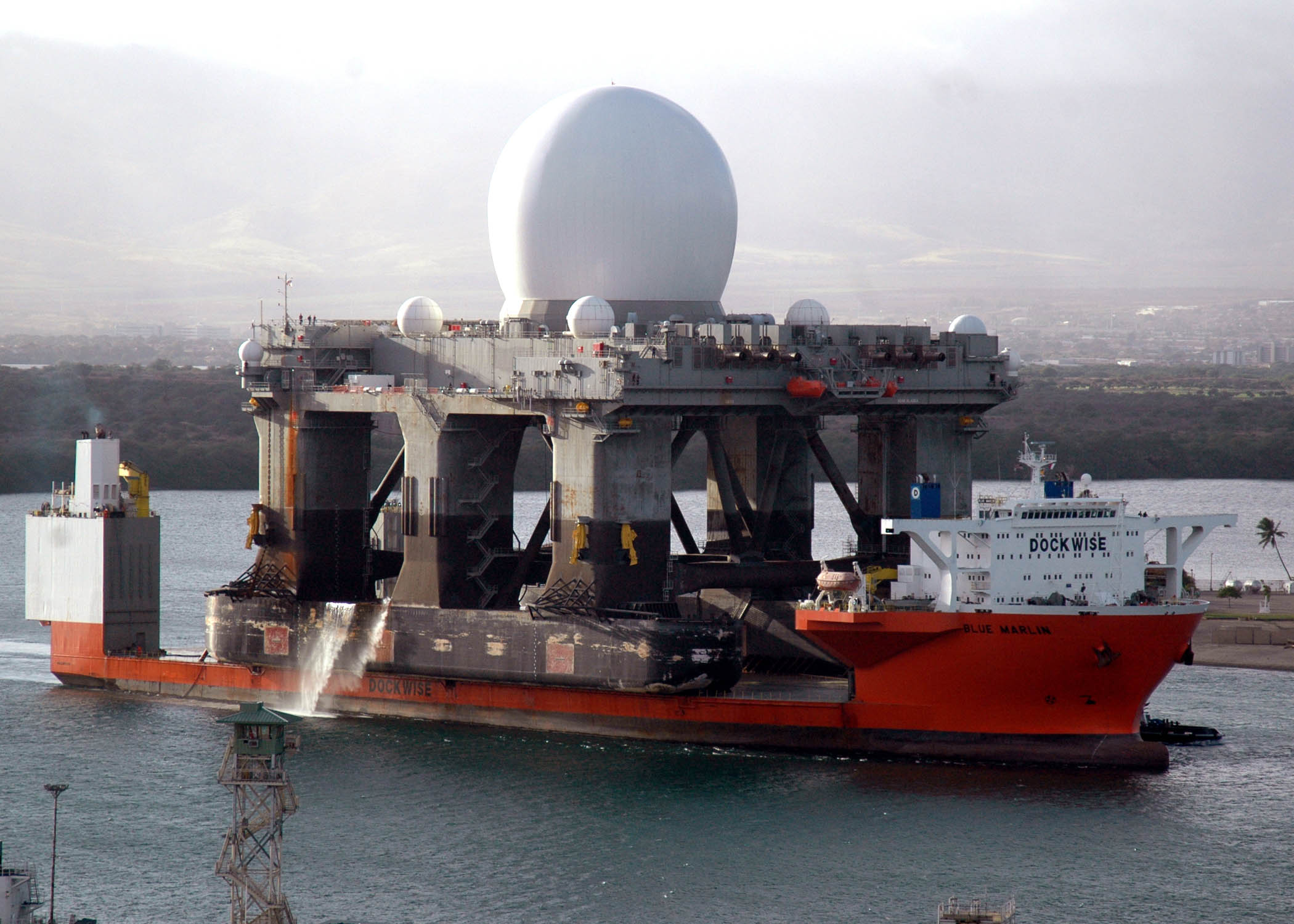
ブルー・マーリンに載せられた海上配備Xバンドレーダー

海上配備Xバンドレーダー（かいじょうはいびエックスバンドレーダー、英: Sea-based X-band Radar; SBX）はアメリカ軍がミサイル防衛用に配備を進めているレーダー。アメリカ合衆国本土へ飛来する弾道ミサイルの警戒・脅威評価を目的としている。

## 概要
アメリカミサイル防衛局によって運用が行われている。ロシア製の石油プラットホームをベースとすることから、アメリカ軍としては珍しいロシア製の装備品である。レドーム内に大型のXバンドフェーズドアレイレーダーと制御装置、発電装置を搭載し、4基の電動式スラスタを使って自走航行も可能だが低速であるため、長距離の移動は重量物運搬船が使われる。全長116m、全幅73m、排水量は50,000t。
極東からの攻撃を警戒するために、アリューシャン列島のアダック島を母港とし、アラスカ近海の北部太平洋に配備される。
小型の弾道ミサイル弾頭を探知・追尾するため、使用周波数は短波長で解像度が高いXバンドとされており、発信出力もメガワット級と大きい。推定探知距離は5,000km。
主契約者はボーイングで、レーダーの開発製造はレイセオンが担当している。2005年にテキサス州で建造され、メキシコ湾で試験を行った。その後、艀に搭載され、2006年にホーン岬経由で太平洋に輸送された。2007年にはミサイル弾頭探知の試験に成功。その後も弾道ミサイル迎撃試験に参加している。2012年4月には北朝鮮からの弾道ミサイル発射に対応するため、ハワイより出動し太平洋上へ配置されたことが報じられた。
2016年も9月末から10月にかけて、朝鮮半島沖で約一ヶ月北朝鮮の弾道ミサイルを監視していたことが報じられた。